# قط (أسطورة)
القط (بالإنجليزية: Cat)‏ حيوان أليف يرد في كثير من الحكايات والأساطير، ويرتبط بإلهة أنثي وبالسحرة، وكان المصريون القدماء يحرمون إيذاء القط، فإذا مات كان على الأسرة التي فقدته أن تقص حواجبها علامة على الحزن، وتحنطها مومياء، وتقام لها إجراءات الدفن التي يصحبها البكاء، وتوضع معه في المقبرة أدواته المفضلة، والأواني التي تناول فيها طعامه، وكان هذا الاحتفال هو القاعدة وليس الاستثناء، ولقد نقل الجنود الرومان كثير من القطط إلى أوروبا على الرغم من كراهية يوليوس قيصر للحيوانات، وإن كانت هذه الكراهية لم تؤثر قط في معتقدات الناس في مصر. ولقد اتخدت الإلهة المصرية القديمة باستيت (بسطة) مع القط، وكذلك الإلهات اليونانية : ديمتر، وآرتمیس.
وقد تكاثر عدد القطط في أوروبا في العصور الوسطى المسيحية، عندما عاد بها الصليبيون مع ما سلبوه من الأرض المقدسة. وفي القرن الخامس عشر كان هناك إحياء العبادة الإلهة الاسكندنافية فريا Freya التي يجر عربنها قطط سوداء، ولقد بذلت الكنيسة المسيحية جهودا لقمع السحرة الذين اتحدت القطط معهم فقتل عدد كبير من النساء مع قططهن، ودفنت على أنها شياطين في ثلاثاء المرافع السابق لأربعاء الرماد عند المسيحيين، في حين كان اليهود القدماد يكرهون القطط.